# Gamonedo
Gamonedo (en asturiano y oficialmente: Gamonéu) es un lugar que pertenece a la parroquia de Mestas de Con en el concejo de Cangas de Onís (Principado de Asturias). Se encuentra a 539 m s. n. m. y está situada a 15,50 km de la capital del concejo, la ciudad de Cangas de Onís. 

## Población
En 2020 contaba con una población de 38 habitantes (INE, 2020) repartidos en un total de 20 viviendas (SADEI, 2010).